# Teterivka, raionul Jîtomîr, regiunea Jîtomîr
Teterivka (în ucraineană Тетерівка) este o comună în raionul Jîtomîr, regiunea Jîtomîr, Ucraina, formată numai din satul de reședință.

## Demografie
Componența lingvistică a comunei Teterivka
     Ucraineană (95%)
     Rusă (2,96%)
     Romani (1,92%)
     Alte limbi (0,08%)
Conform recensământului din 2001, majoritatea populației comunei Teterivka era vorbitoare de ucraineană (95%), existând în minoritate și vorbitori de rusă (2,96%) și romani (1,92%).

## Legături externe
- pl Albinówka în Dicționarul geografic al Regatului Poloniei și al altor țări slave, volum XV, p. 1 (Abablewo — Januszowo) 1900